# Glennes
Glennes è un ex comune francese di 228 abitanti situato nel dipartimento dell'Aisne della regione dell'Alta Francia. Dal 1º gennaio 2016 è stato accorpato con quelli di Longueval-Barbonval, Perles, Révillon, Vauxcéré e Villers-en-Prayères per formare il nuovo comune di Les Septvallons.

## Società

### Evoluzione demografica
Abitanti censiti